# Alcatel
Alcatel var ett globalt telekomföretag med huvudkontor i Frankrike.
År 2006 gick Alcatel, då ett renodlat telekomföretag, samman med det amerikanska telekomföretaget Lucent. och bildade Alcatel-Lucent.